# Живаневская, Нина Александровна
Нина Александровна Живаневская (исп. Nina Zhivanevskaya; род. 24 июня 1977 года) — российская и испанская пловчиха на спине, двукратный бронзовый призёр Олимпийских игр (1992 и 2000), чемпионка мира (2003), многократная чемпионка Европы, России и Испании, победительница Средиземноморских игр.

## Биография
Родилась 24 июня 1977 года в Куйбышеве (ныне Самара).
В 1992 году была участницей Олимпийских игр в составе Объединённой команды.
В 1996 году представляла на Олимпийских играх Россию.
В 1999 году, после брака с испанцем — переехала жить в Испанию и на Олимпийских играх 2000, 2004 и 2008 годов представляла Испанию. После Игр 2008 года заявила об уходе из спорта, чтобы сосредоточиться на семье.
В музее истории самарского спорта Нине Живаневской посвящён отдельный стенд.
Живаневская — одна из участниц «Бромантанового дела» во время Олимпийских игр в Атланте (1996).

### Результаты на Олимпийских играх
Зелёным выделены участия в финальных заплывах
| Дистанция                        | 1992 | 1996 | 2000 | 2004 | 2008 |
| -------------------------------- | ---- | ---- | ---- | ---- | ---- |
| 100 метров на спине              | 7    | 9    | 3    | 5    | 11   |
| 200 метров на спине              | 14   | 8    | 6    | —    | —    |
| Комбинированная эстафета 4×100 м | 3    | 7    | —    | 7    | 15   |